# Крутько Роман Іванович
Рома́н Іва́нович Крутько́ (12 вересня 1976, Кременчук, Полтавська область — 22 жовтня 2014, Маріуполь, Донецька область) — солдат Збройних сил України.

## Життєпис
З 1983 по 1991 р. навчався у Кременчуцькій середній школі № 7. Після закінчення 8-го класу вступив до професійно-технічного училища №6, отримав диплом зварника.
Після строкової служби в армії переїхав у Вовчик Лубенського району до своєї матері, де й залишився. Одружився. Заочно закінчив Полтавську аграрну академію. Працював у селі ковалем. 
На початку вересня 2014-го пішов добровольцем у ряди бійців АТО, служив старшим стрільцем 17-та окрема танкова бригада. Позивний - "Тракторист».
22 жовтня 2014-го опівдні розвідувальна група 17-ї окремої танкової бригади на автомобілі УАЗ, за кермом якого перебував Роман Крутько, проводила розвідку від Маріуполя в напрямку села Пищевик. Терористи вчинили напад із засідки на машину військовиків. Крутько встиг зорієнтуватися й вивести автівку в кювет так, щоби бійці змогли безпечно вийти. Коли Роман уже вистрибнув з автівки, біля його ніг вибухнула граната. Крутько упав, тоді ж у нього влучив снайпер. За даними РНБО, завдяки діям розвідників удалося виявити велике скупчення російських сил поблизу села Пищевик і запобігти форсуванню ними річки Кальміус.
Без Романа лишились дружина, дві доньки — 5 і 14 років.
Похований з військовими почестями в селі Вовчик, Лубенський район.

## Нагороди
За особисту мужність і героїзм, виявлені у захисті державного суверенітету та територіальної цілісності України, вірність військовій присязі під час російсько-української війни, відзначений — нагороджений
- орденом «За мужність» III ступеня (посмертно) [2]
- відзнакою Полтавської обласної ради «За вірність народу України» І ступеня (посмертно)[3].

## Вшанування пам'яті
- 27 листопада 2014 року в місті Кременчук на школі № 7 була відкрита меморіальна дошка присвячена Роману Івановичу. [4]